# Quận Itawamba, Mississippi
Quận Itawamba là một quận thuộc tiểu bang Mississippi, Hoa Kỳ.
Quận này được đặt tên theo lãnh đạo Chickasaw tên Levi Colbert và cũng được gọi là Itawamba. Theo điều tra dân số của Cục điều tra dân số Hoa Kỳ năm 2000, quận có dân số người. Quận lỵ đóng ở Fulton6.

## Địa lý
Theo Cục điều tra dân số Hoa Kỳ, quận có diện tích 1400 km2, trong đó có 21 km2 là diện tích mặt nước.

### Các xa lộ chính
- U.S. Highway 78
- Mississippi Highway 23
- Mississippi Highway 25
- Natchez Trace Parkway

### Quận giáp ranh
- Quận Tishomingo (đông bắc)
- Quận Franklin, Alabama (đông)
- Quận Marion, Alabama (đông nam)
- Quận Monroe (nam)
- Quận Lee (tây)
- Quận Prentiss (tây bắc)